# San Sebastián (El Salvador)
San Sebastián es un distrito de El Salvador, en el departamento de San Vicente en la zona central del país.
San Sebastián está a una distancia de aproximadamente 50 kilómetros al oriente de la ciudad de San Salvador, la capital del país. El español es el idioma oficial.
Se ubica en el municipio de San Vicente Norte y cuenta con la ciudad de San Sebastián, por la carretera panamericana se llega a este distrito, ya que cuenta con carretera pavimentada desde la capital con una distancia de 50 km y cuenta con tres vías de acceso: la principal por el desvío de San Sebastián, pasando Santo Domingo, la primera vía de acceso en la ciudad de San Rafael Cedros a la altura de la minuta, desviándose por el cantón San José la Labor, calle rural encementada, luego hasta el desvío del nance. La tercera vía es a la altura del km 51 entrando por Animas para llegar a la ciudad de San Lorenzo, con calle pavimentada hasta la ciudad de San Lorenzo y posteriormente calle Polvosa pasando por el río Machacal hasta llegar a la entrada de la ciudad de San Sebastián en la Cruz del Padre.

## Historia
A los habitantes de este distrito se les conoce con el calificativo "Batanecos", el nombre tiene sus orígenes haciendo referencia a la zona del lugar, el cual proviene de una llamada tela tipo manta denominada "Batan" elaborada desde los inicios históricos de San Sebastián.
En el año de 1770 San Sebastián era un valle perteneciente al curato de San Vicente; el 12 de junio de 1824, pasó a formar parte del departamento de San Vicente y desde el 23 de febrero de 1828 al 23 de enero de 1830, formó parte del efímero Distrito de Ilobasco. (Una de las idas y vueltas con este municipio, sin conocerse sus causas, por decreto ejecutivo, el 20 de junio de 1835, expedido por el jefe supremo General Nicolás Espinosa, San Sebastián se segregó de distrito y departamento de San Vicente y se incorporó de inmediato al distrito de Ilobasco, Cuscatlán).
Para el 30 de julio de 1836, una nueva ley segregó el municipio de San Sebastián del distrito de Ilobasco, incorporándose nuevamente al distrito y departamento de San Vicente, siendo cabecera de distrito en el año 1873, con base en los distritos de Ilobasco y Sensuntepeque. Segregados de los departamentos de Cuscatlán y San Vicente, se creó el departamento de Cabañas el 10 de febrero de 1873. Al quedar el departamento de San Vicente, reducido al distrito e igual denominación, se acordó crear de inmediato el distrito de San Sebastián, con cabecera en el pueblo de ese nombre y con los municipios anexos de Santo Domingo, San Lorenzo, San Esteban, Catarina y Santa Clara. En 1874, San Sebastián obtuvo su título de Villa, y para el 30 de abril de 1918 obtuvo el título de ciudad.
En el 20 de abril de 1893, durante la administración del Presidente Carlos Ezeta, la Secretaría de Instrucción Pública y Beneficencia, a propuesta del director general de Educación Pública, acordó el establecimiento de una escuela mixta en el valle de La Mora, cuya dotación era 15 pesos mensuales.
En abril de 2018 San Sebastián celebró unas segundas fiestas patronales en el año para conmemorar su cumpleaños número 100 como ciudad.

## Patrimonio
Es un pueblo pintoresco, caracterizado por la elaboración de textiles como hamacas, manteles, colchas y cubrecamas.
San Sebastián no solo ofrece un patrimonio cultural desde el punto de vista de la elaboración de artesanías, sino que también nos presenta hallazgos arqueológicos prehispánicos como la famosa “piedra pintada”, de origen indígena. Según indica el investigador Ernesto Rivas Arévalo: “En la superficie hay grabados que tienden a la abstracción, pero en los que también se pueden distinguir formas de seres humanos, animales y figuras geométricas”.
Cuenta con tres iglesias principales:
- La iglesia El Calvario: dedicada al Señor de la Misericordia o de Esquipulas. La iglesia El Calvario tiene 124 años de vida, fue bendecida el 7 de marzo de 1886, por el presbítero Buenaventura Alvarado, quien comenzó su construcción, la cual duró 26 años. En 1969 se hizo todo lo posible por aumentar la fe, el entonces presbítero Valentín Arrieta Gallegos, quien murió en la cruz del padre, monumento dedicado a él.

- El Santuario de la Virgen de Guadalupe: dedicado a la Virgen de Guadalupe. Fue inaugurada y bendecida por el presbítero Víctor Olivar, quien recibió en carácter de donación parte del terreno y la construcción de la misma. Fue el presbítero quien vigiló su construcción.

- Con una población aproximada de 18.395 habitantes, San Sebastián es uno de los pueblos con mayor número de habitantes en el departamento de San Vicente.

## Nuevo Patrimonio
En los últimos años San Sebastián ha desarrollado su infraestructura con la construcción de nuevos puntos turísticos, como el paseo cultural, la reciente remodelación del parque central, y un balneario ubicado en las cercanías del río Machacal.

## Distribución de la ciudad

### Barrios
San Sebastián cuenta con 4 barrios oficiales y uno no oficial:
1. Barrio El Tránsito.
2. Barrio Guadalupe (parte de este se conoce como la cuche).
3. Barrio San José.
4. Barrio San Antonio (es el más largo desde colonia santa Eduviges, colonia santa María, la cruz del padre, la comunidad a plazuela, pasando por la colonia Santa Fe (Desnuda), finalizando el caserío Los Castillos.
5. Barrio El Rosario (La Pita) es un barrio no oficial.

### Cantones
Cantones en que se divide el distrito:
La distribución política del municipio de San Sebastián es de 9 cantones y más 31 caseríos, distribuidos en una extensión de 61,83 km².
1. El Paraíso: El Paraíso, Los Hernández, Los Meléndez, Casas Viejas, El Changuita.
2. El Porvenir Aguacayo: El Porvenir Aguacayo, Los Domínguez.

(Cuna de uno de los personajes más ilustres de San Sebastián: Roberto Josué Domínguez )
1. La Esperanza: La Esperanza, Las Vueltas, El Canelo, El Tasajo, El Tablón.
2. San José La Labor: La Labor, Brisas del Cerro, Los Rivera, María Auxiliadora, La Chácara
3. Las Rosas: Las Rosas, El Rincón(San Antonio), La Joya.
4. San Antonio Los Laureles: Los Laureles.
5. San Francisco: San Francisco, Las Cebadilla, El Tiangue.
6. Santa Elena: Santa Elena, Omoa, El Desmontón, El Tigre, Campo Santo, Plan del Cusuco, El Llano.
7. Santa Teresa: Santa Teresa centro, El Tablón, Santa Teresita, La Loma, La Gruta, Los Palacios

## Cultura
Las fiestas patronales de San Sebastián se celebran del 14 al 29 de enero, en honor al patrono San Sebastián Mártir. En la celebración participan los diferentes barrios, Acodjar de R.L., la alcaldía municipal y sus comités, la casa de la cultura, los partidos políticos, la Policía Nacional Civil de El Salvador (PNC), el Instituto Nacional de San Sebastián y otras organizaciones del municipio.
El reconocido poeta Arquímedes Cruz es natural de San Sebastián. Fue uno de los miembros fundadores del Taller Literario Tagualashte y también formó parte del Círculo Literario Xibalbá. Actualmente, un premio de poesía en El Salvador lleva su nombre, promovido por la Fundación Metáfora, para difundir y promover la creación poética.

## La producción artesanal
Las artesanías locales textiles son el patrimonio de la localidad y los tejidos por medio de los telares manuales son de distinta variedad. La manufactura la realizan los familiares; la variedad es muy amplia ya que se elabora mantel canastero, tortillero, de mesa y de colar, hamacas, colchas individuales y matrimoniales, cortinas, telas para confeccionar trajes típicos, cubrecamas. En todos estos productos varía el hilo que se emplea para su creación, ya sea de algodón o sedalina o de ambas. Se comercializan dentro de la comunidad, a nivel nacional y extranjero, por menor y mayor.
La materia prima ha aumentado de precio, esto representa un serio problema ya que se cierran los mercados. Tal es el caso de Honduras y Nicaragua, la producción disminuyó y la falta de participación en las ferias artesanales en otros países.
En cuanto al salario del artesano hay grandes diferencias, porque cuando el artesano es fuerte en su negocio, prefiere ser artesano, pero la mayoría de casos es asalariada. La forma de pago es de docena y a la semana se cancela el total devengado. Existen familias que se encargan de elaborar mosquiteros, dulces y talleres de zapatería; la panadería es una de las más vistas: hay de pan dulce y pan francés; también floristerías, entre otros.